# Pelochrista aureliana
Pelochrista aureliana is een vlinder uit de familie bladrollers (Tortricidae). De wetenschappelijke naam is voor het eerst geldig gepubliceerd in 1984 door Popescu-Gorj.
De soort komt voor in Europa.